# Championnat d'Italie de rugby à XV 1939-1940
Navigation
Serie A 1938-1939 Serie A 1940-1941
Le Championnat d'Italie de rugby à XV 1939-1940 est la 12e édition de l'histoire du rugby à XV. Le format est le même que lors des 2 dernières saisons et l'Amatori Milan remporte pour la 10e fois le titre et le Napoli est relégué.

## Équipes participantes
Les huit équipes participantes sont les suivantes :
| - GUF Firenze - Amatori Milan - GUF Torino - Napoli | - GUF Parma - Rugby Torino - GUF Milan - GUF Roma |

## Classement
| Rang | Club                    | J  | V  | N | D  | Pm  | Pe  | Diff | Pts |
| ---- | ----------------------- | -- | -- | - | -- | --- | --- | ---- | --- |
| 1    | Amatori Rugby Milan (T) | 14 | 13 | 1 | 0  | 386 | 41  | +345 | 27  |
| 2    | GUF Milan               | 14 | 10 | 2 | 2  | 182 | 51  | +131 | 22  |
| 3    | Rugby Torino            | 14 | 7  | 2 | 5  | 76  | 99  | -23  | 15¹ |
| 4    | GUF Torino              | 14 | 6  | 1 | 7  | 127 | 103 | +24  | 13  |
| 5    | GUF Roma                | 14 | 4  | 2 | 8  | 46  | 128 | -82  | 10  |
| 6    | GUF Firenze             | 14 | 4  | 2 | 8  | 88  | 200 | -112 | 10  |
| 7    | GUF Parma               | 14 | 4  | 0 | 10 | 33  | 135 | -102 | 8   |
| 8    | Napoli                  | 14 | 1  | 3 | 10 | 22  | 203 | -181 | 5   |

¹Le Rugby Torino est sanctionné d'un point de pénalité.
|  | Vainqueur (no 1)         |
|  | Relégué (no 8)           |
|  | T : tenant du titre 1939 |

Attribution des points :  victoire : 2, match nul : 1, défaite : 0.

## Vainqueur
| Entraîneur |                        |                                                                              |
| Avants     | Pilier                 | Poggi, Pozzi, Ricci, Tagliabue                                               |
| Avants     | Talonneur              | Moretti                                                                      |
| Avants     | Deuxième ligne         | Carnaroli, Parmigiani, Ferrini                                               |
| Avants     | Troisième ligne aile   | Aloisio, A. Barzaghi III, Becca, Bottonelli                                  |
| Avants     | Troisième ligne centre | Cova                                                                         |
| Arrières   | Demi de mêlée          |                                                                              |
| Arrières   | Demi d'ouverture       |                                                                              |
| Arrières   | Centre                 | M. Battaglini (it), Cazzini, Gorni, Panzeri, Sgorbati                        |
| Arrières   | Ailier                 | Bevilacqua, Campagna, Centinari II, Ghezzi, Maffioli, Re Garbagnati, Testoni |
| Arrières   | Arrière                |                                                                              |